# Chrysodeixis albescens
Chrysodeixis albescens är en fjärilsart som beskrevs av Chou och Lu 1979. Chrysodeixis albescens ingår i släktet Chrysodeixis och familjen nattflyn. Inga underarter finns listade i Catalogue of Life.